# Anna Bågenholm
Anna Elisabeth Johansson Bågenholm (født 1970 i Vänersborg) er en svensk radiolog og læge der overlevede en skiulykke 20. maj 1999 i Narvik, hvor hun var fanget under et lag af is i 80 minutter i iskoldt vand. I denne periode blev hun offer for ekstrem hypotermi, og hendes kropstemperatur faldt til 13,7 grader. Det er den laveste registrerede kropstemperatur der nogensinde er målt på en overlevende med utilsigtet hypotermi.
Hun er i dag ansat som røntgenlæge på Universitetssykehuset Nord-Norge i Tromsø.